# قمة سارك 17
عقدت القمة السابعة عشرة لرابطة جنوب اسيا للتعاون الإقليمي (سارك) في مدينة أدو، جزر المالديف، خلال فترة من 10الى 11نوفمبر 2011، وكان موضوع القمة «بناء الجسور».

## معلومات أساسية
. افتتح اجتماع قمة السارك 17 الذي عقد في مركز المؤتمرات الاستوائية بمدينة أدو، من قبل الرئيس السابق للسارك، رئيس وزراء الحكومة الملكية في بوتان، ليونشان جيغمي يوزر ثينلي.
. وتم انتخاب محمد نشيد رئيسا لقمة السارك 17.
دعا الرئيس نشيد قادة السارك إلى تعميق التكامل الاقتصادي وبناء جسور التعاون بين بلدانهم وشعوبهم، في كلمته الافتتاحية للقمة السابعة عشرة للسارك.
قائلا «إن جنوب آسيا... أصبحت أكثر قوة وأبرز من أي وقت آخر في تاريخنا... والمستقبل مستقبلنا».
«لفترة طويلة جدًا، كانت جنوب آسيا تُعتبر عرضًا جانبيًا في مسرح السياسة العالمية، لكننا نحتل اليوم مركز الصدارة. وعيون العالم علينا. هذا هو وقتنا للتألق».
دعا الرئيس قادة السارك إلى إحراز تقدم في ثلاثة مجالات للتعاون: التجارة والنقل والتكامل الاقتصادي.
ختم خطابه على نحو متفائل: "إن أساسيات منطقتنا قوية. لدينا شباب نشيطون. نحن نعيش في منطقة من الديمقراطيات النابضة بالحياة، مع وجود مجتمعات مدنية قوية.
«دعونا لا نتوقف عن التاريخ أو الاتفاقية. دعونا نغير منطقتنا للأفضل. دعونا نكون قادة». خاتما كلامه«دعونا نغير العالم».

## المشاركين
| بلد عضو      | ممثله             | منصبه                |
| ------------ | ----------------- | -------------------- |
| جزر المالديف | محمد نشيد         | رئيس جزر المالديف    |
| سري لانكا    | ماهيندا راجاباكسا | رئيس سري لانكا       |
| الهند        | مانموهان سينغ     | رئيس وزراء الهند     |
| باكستان      | يوسف رضا جيلاني   | رئيس وزراء باكستان   |
| افغانستان    | حامد كرزاي        | رئيس أفغانستان       |
| بنغلاديش     | الشيخة حسينة      | رئيسة وزراء بنغلاديش |
| نيبال        | بابورام بهاتراي   | رئيس وزراء نيبال     |
| بوتان        | جيغمي يوسر ثينلي  | رئيس وزراء بوتان     |

## الأعمال
كان موضوع القمة السابعة عشرة للسارك هو «بناء الجسور». أقرت القمة بأهمية تضييق الخلافات، وخلق فهم أفضل وتعزيز الصداقة والتعاون المتبادل المنفعة والشامل من أجل تعزيز الروابط والاتصال الفعال من أجل حركة أكبر للأشخاص، وتعزيز الاستثمار والتجارة في منطقة أعضاء السارك.
الهند وبكستان فتحتا فصلا جديدا، حيث التقى رئيس الوزراء الهندي مانموهان سينغ ورئيس الوزراء الباكستاني يوسف رضا جيلاني لمدة ساعة تقريبًا يوم الخميس على هامش قمة رابطة جنوب آسيا للتعاون الإقليمي (سارك) لمواصلة مناقشة كيفية تخفيف التوترات بين بلديهما.وأشاد سينغ بجيلاني كرجل سلام وقال إن الجارين بحاجة إلى فهم أن مصيرهما مرتبط.
كانت أهم سمة في قمة سارك السابعة عشرة هي تلك المتعلقة بتعزيز الاتصال البحري والسكك الحديدية بين ثلاثة من دول المنطقة الثمانية. تحسين الاتصال – البحري والبري، الممتد على النحو الواجب ليشمل جميع البلدان الأعضاء، سيؤدي إلى إعادة دمج المنطقة.
وقع رؤساء الدول الاعضاء الثمانية لرابطة جنوب آسيا للتعاون الإقليمي أربعة اتفاقات حول:
الترتيبات متعددة الأطراف بشأن الاعتراف بالمطابقة.
تقييم تنفيذ المعايير الإقليمية.
مصرف بذور السارك.
الاستجابة السريعة للكوارث الطبيعية.

## ختام
اختتمت قمة سارك السابعة عشرة يوم الجمعة 11 نوفمبر باعتماد «إعلان أدو» المكون من عشرين نقطة. لإقامة تعاون فعال بين الدول الأعضاء في مجموعة من المجالات، بما في ذلك الاقتصاد والاتصال وتغير المناخ والأمن الغذائي.

## القادة المشاركين

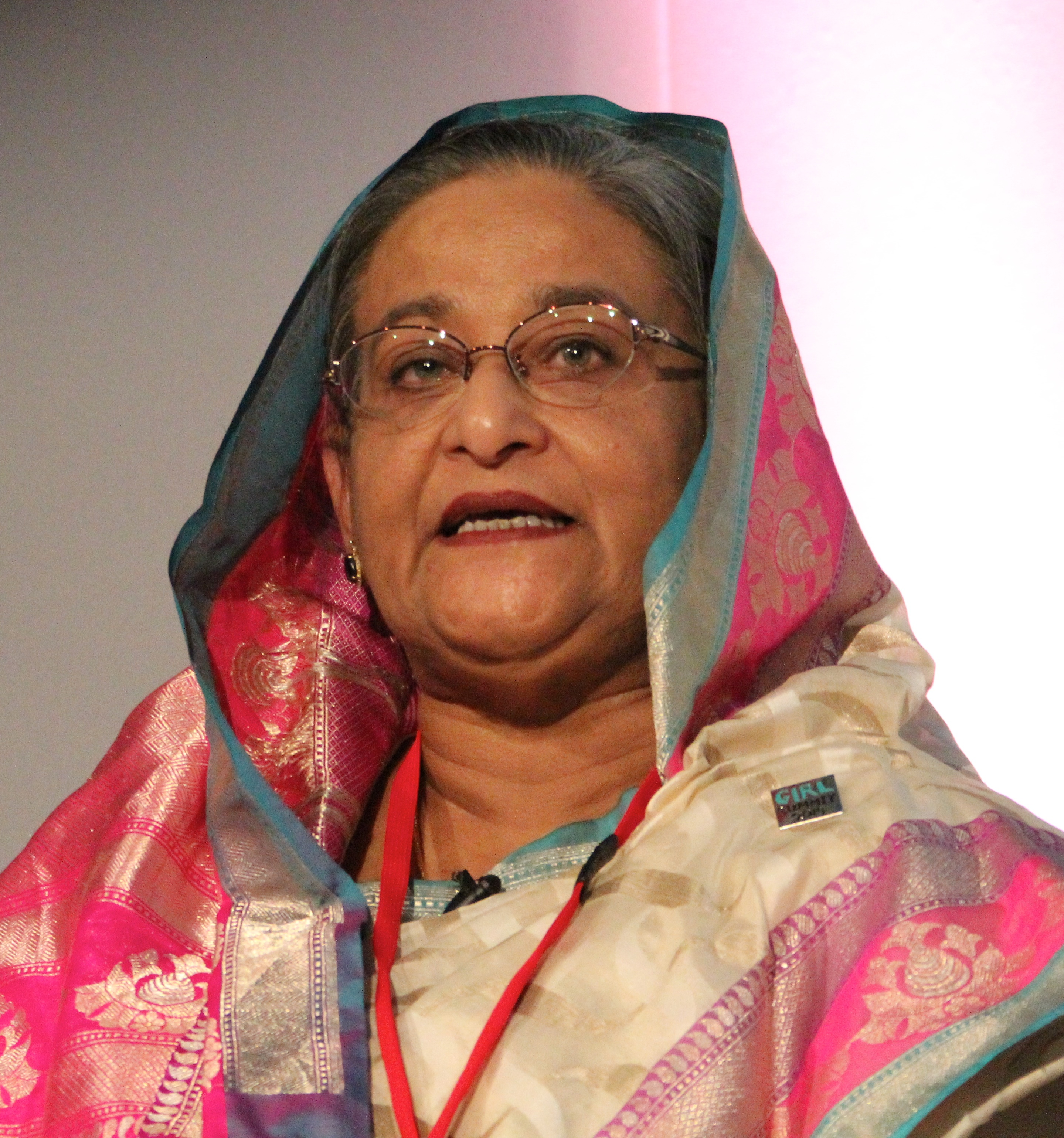
الشيخة حسينة رئيسة وزراء بنغلاديش
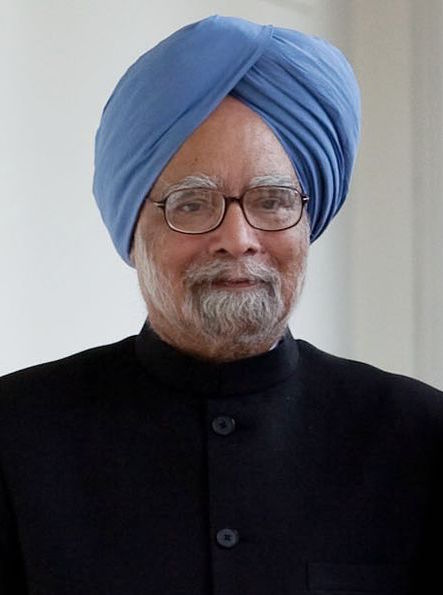
مانموهان سينغ رئيس وزراء الهند
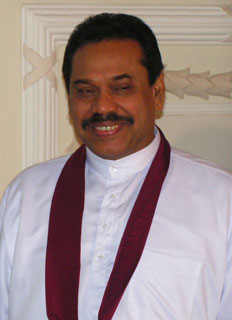
ماهيندا راجاباكسا رئيس سريلانكا
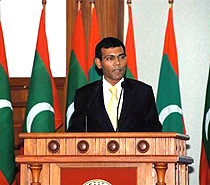
محمد نشيد رئيس جزر المالديف
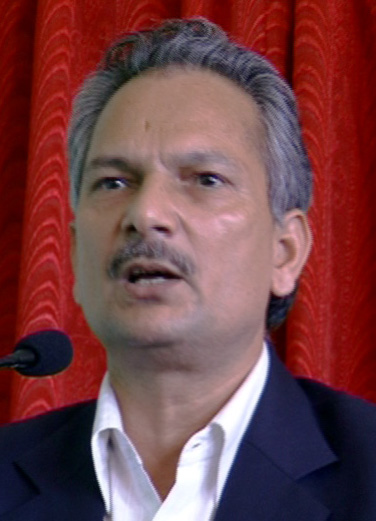
بابورام بهاتاراي رئيس وزراء نيبال
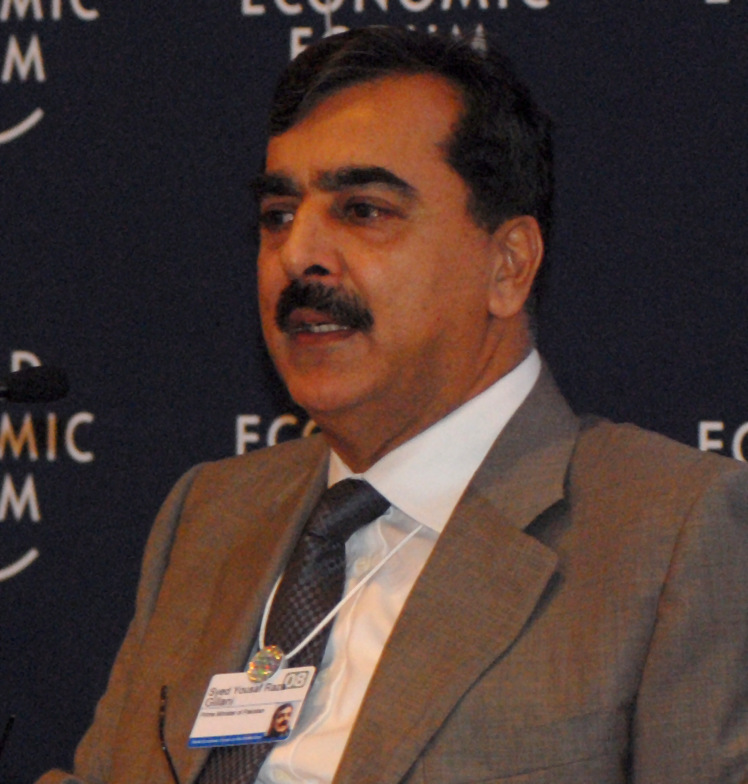
يوسف رضا جيلاني رئيس وزراء باكستان
- جيغمي يوزر ثينلي رئيس وزراء بوتان